# 2017 în artă
← 2014 în artă — 2015 în artă — 2016 în artă ——  2017 în artă  —— 2018 în artă — 2019 în artă — 2020 în artă →
2017 în artă implică o serie de evenimente:

## Premii
- Archibald Prize —
- Hugo Boss Prize —

## Galerie (lucrări din 2017)
- Lucrări reprezentative